# Saint-Charles-la-Forêt
Saint-Charles-la-Forêt település Franciaországban, Mayenne megyében. Lakosainak száma 219 fő (2022. január 1.). Saint-Charles-la-Forêt Le Bignon-du-Maine, Bouère, Le Buret, Grez-en-Bouère, Meslay-du-Maine, Ruillé-Froid-Fonds és Gennes-Longuefuye községekkel határos.

## Népesség
A település népessége az elmúlt években az alábbi módon változott:
| Lakosok száma | 236  | 149  | 149  | 210  | 219  | 215  | 203  | 200  | 196  | 219  |
|               | 1968 | 1982 | 1990 | 2006 | 2013 | 2015 | 2017 | 2019 | 2020 | 2022 |